# Massimiliano Farris
Massimiliano Farris (Milano, 24 febbraio 1971) è un allenatore di calcio ed ex calciatore italiano, di ruolo difensore, tecnico in seconda dellʼAl-Hilal.

## Carriera

### Giocatore

Farris in azione alla Ternana nella stagione 1991-1992

Di origini sarde, precisamente di Buggerru, debutta tra i professionisti a 17 anni nella Pro Vercelli giocando 25 incontri in Serie C2.
L'anno seguente il suo cartellino viene acquistato dal Torino, con la cui maglia disputa per intero le ultime 4 partite del campionato di Serie A 1988-1989, mentre l'anno successivo non viene mai schierato nella serie cadetta dove i granata erano retrocessi.
Nel 1990 passa al Barletta in Serie B, e l'anno successivo passa alla Ternana, contribuendo alla vittoria del campionato di Serie C1 e disputando con gli umbri anche il successivo torneo di Serie B.
In seguito disputa tre stagioni consecutive in cadetteria, per un anno al Pisa (con cui retrocede dopo lo spareggio con l'Acireale, nel quale realizza uno dei rigori per la sua squadra) e per due al Pescara. Nel 1996 scende in Serie C1, per pochi mesi all'Atletico Catania e poi al Fiorenzuola, dapprima in comproprietà e poi a titolo definitivo: vi rimane per due stagioni, con una salvezza e una retrocessione. Nelle annate successive milita nell'Avellino, di nuovo nell'Atletico Catania e nella Lodigiani, con cui mette a segno il suo record di marcature (5); a fine stagione si svincola, e in ottobre passa alla Carrarese, ancora in Serie C1.
Nel 2002, a 31 anni, scende in Serie C2 con le maglie di Imolese, Nocerina e Sangiovannese, nelle cui file ottiene la promozione in Serie C1, categoria nella quale milita per l'ultimo anno nel 2005.
Successivamente si trasferisce nel Lazio, giocando le sue due ultime stagioni professionistiche nella Viterbese (di cui diventa capitano) e poi nei dilettanti con il Bassano Romano e con la Civita Castellana.
Complessivamente ha collezionato 4 presenze in Serie A e 126 (con 4 reti) in Serie B.

### Allenatore
Solo un anno dopo aver lasciato il calcio giocato, nel luglio 2010 viene ingaggiato come allenatore dal Pomezia, società laziale alla prima stagione professionistica della sua storia. Nell'agosto 2011 viene ingaggiato come allenatore dal Pomigliano, incarico dal quale si dimette dopo sedici giornate di campionato.
Nel 2012 subentra all'esonerato Oberdan Biagioni sulla panchina della Viterbese, in Serie D. L'anno successivo passa al Sora, sempre in Serie D.
Nel luglio 2014 firma un contratto con la Lazio, ricoprendo nella stagione 2014-2015 il ruolo di vice di Simone Inzaghi sulla panchina della formazione Primavera.
Il 3 aprile 2016, in seguito alla promozione di Inzaghi ad allenatore della prima squadra della Lazio, diventa il nuovo vice dei biancocelesti. Esordisce nella nuova veste una settimana dopo, il 10 aprile 2016, nella vittoria della Lazio per 3-0 contro il Palermo allo stadio Renzo Barbera.
Dopo cinque anni nello staff tecnico della Lazio, nel 2021 segue Inzaghi all'Inter, andando a ricoprire il ruolo di vice. Quattro anni dopo segue Inzaghi all’Al-Hilal.

## Palmarès

### Giocatore
- Serie C1: 1

Ternana: 1991-1992